# دوبا (استان وارمی-ماسوری)
دوبا (به لهستانی:  Doba) یک روستا در لهستان است که در گمینا گیژتسکو واقع شده‌است. دوبا ۲۱۰ نفر جمعیت دارد.